# Адамова (Резекненский край)
Адамова (латыш. Adamova) — населённый пункт в Резекненском крае Латвии. Входит в состав Веремской волости. Находится у автомагистрали A13 на берегу озера Адамовас.
По данным на февраль 2022 года, в населённом пункте проживало 112 человек. В селе есть бывшее поместье Адамова, санаторная школа-интернат и специальная школа-интернат.

## История
В советское время населённый пункт входил в состав Веремского сельсовета Резекненского района. В селе располагались участок Тумужи Резекненского цеха завода «Латвияс керамика» и Адамовская санаторная школа-интернат.